# Eleni Maneta
Eleni Maneta

Link zum Bild

Eleni Maneta (griechisch Ελένη Μανέτα; * 1939 als Eleni Komili in Mytilini) ist eine griechische Architektin.

## Biografie
Sie besuchte die ersten Klassen der Grundschule in Mytilini. Die ganze Familie zog 1949 nach Patisia, einem Stadtteil von Athen. Dort absolvierte sie den Abschluss der Grundschule und das Gymnasium. Ihr vier Jahre älterer Bruder Panagiotis Komilis begann bereits vor ihr ein Architekturstudium in Deutschland und Schottland. Sie entschied sich für den gleichen Studiengang und besuchte von 1958 bis 1963 die Nationale Technische Universität Athen. Dort waren Ioannis Despotopoulos und Kyprianos Biris Professoren für Bauwesen und Architekturgestaltung, Lazaros Sochos für Skulptur/Bildhauerei, Nikos Hadjikyriakos-Ghika für Malerei sowie Nikos Engonopoulos und Aris Konstantinidis für Kunstgeschichte. Ihr Diplom machte sie bei Ioannis Liapis, ihrem Professor für Innenarchitektur.
Nach dem Studium arbeitete sie zuerst kurz für Ioannis Vikelas und danach von 1964 bis 1967 im Ministerium für öffentliche Arbeiten in der Direktion für Arbeiterwohnungen des Siedlungsdienstes. 1967 kehrte sie in das Architekturbüro von Vikelas zurück und arbeitete an einer Studie zu einem Hotelkomplex in Eretria. In diesem Büro arbeitete auch Giorgos Manetas (1937–2014), den sie bereits im Studium kennengelernt und im Jahr 1964 geheiratet hatte. Das Paar hatte zwei Kinder, die Tochter Anna und den Sohn Alexandros.
Das Ehepaar harmonierte in ihren Interessen (modernes Kino, abstrakte Kunst, Jazz, klassische Musik und Literatur) und hatte in der Architektur gleiche Vorbilder. Dazu zählten Le Corbusier, Gerrit Rietveld, Alvar Aalto, Richard Rogers, Norman Foster und Nikos Valsamakis. Als vorbildliche Bauten galten ihnen das Blaue Apartmenthaus in Exarchia von Kyriakos Panagiotakos und das Zaimi und Stournara Apartmentgebäude (1934) von Polyvios Michailidis & Thoukididis Valentis.

## Werk
Im Jahr 1973 gründeten beide ein eigenes Büro und arbeiteten mehr als 40 Jahre zusammen. Sie entwarfen ausschließlich private Projekte, viele Wohn- und Geschäftshäuser sowie Wohnanlagen in den Vororten von Athen (Psychiko, Filothei, Kifisia, Ekali, Marousi) sowie in Glyfada, Faliro, auf Paros, Mykonos und in Mytilini. Mit dem Tod des Ehemanns im Jahr 2014 wurde auch das gemeinsame Architekturbüro aufgegeben.
Freihandskizze zu den Einflüssen von Wind und Sonne

Link zum Bild

Von Beginn an zeigten ihre Bauten eine individuelle Gestaltung und harmonische Proportionen. Sie haben eine stark horizontalen Ausrichtung und wirken wie geschichtet. Ihre Gebäude verwenden einfache Materialien: Stein und Stahl in Kombination mit reinen Farben, die die architektonischen Details betonen und hervorheben. Die drei Grundfarben, die als Erkennungszeichen ihres Architekturbüros gelten, sind Rot, Gelb und Blau. Die Innen- und Außenräume durchdringen sich. Sie sind an das mediterrane Klima angepasst. Die Einbeziehung der Bewegung von Sonne und Wind prägt ihre Architekturgestaltung.

## Werke (Auswahl)
Eigenes Wohnhaus und Büro in der Mytilenis-Straße, Marousi

Link zum Bild

- 1966 Eigenes Wohnhaus und Büro in der Mytilenis-Straße, Marousi (mit Anbau aus dem Jahr 1990).
- 1974 Apartmentblock, Mantzarou Straße, P. Psychiko[3][4]
- 1978 Komplex aus zwei dreistöckigen Wohnhäusern in den Straßen Papanastasiou und Palamas, P. Psychiko
- 1978 Einfamilienhaus in der Karaiskaki-Straße, Kifissia
- 1982 Wohnhaus in der Nikolaou-Plastira-Straße, Pefki
- 1983 Komplex aus dreistöckigem Wohnhaus und zwei Einfamilienhäusern in der Emm. Benaki Straße, P. Psychiko
- 1988 Wohnkomplex in den Straßen Pefkon und Penteli, Kifissia

Mehrfamilienhaus in der Koritsas-Straße, Papagou

Link zum Bild

- 1989 Wohnkomplex in der X. Trikoupi-Straße, Kifissia
- 1990 Bürogebäude in der Kifisias- und Grammos-Straße, Marousi
- 1991 Wohnhaus in der Pentelis-Straße, Kifissia
- 1994 Mehrfamilienhaus in der Koritsas-Straße, Papagou
- 1995 Komplex aus fünf zweistöckigen Häusern in der Diadochou Pavlou-Straße, P, Psychiko
- 1998 Wohnhaus in der Lefkados-Straße, Marousi

Freistehendes Haus in der Koritsas-Straße, Kifissia

Link zum Bild

- 1999 Komplex aus vier zweistöckigen Häusern in der Anemonis-Straße, N. Erythraia
- 1999 Mehrfamilienhaus in Glyfada
- 2002 Freistehendes Haus in der Koritsas-Straße, Kifissia
- 2004 Wohnhaus Filopappou Straße[5]

## Ausstellungen (mit Giorgos Manetas)
- 1985 Europalia, Pavillon d’Arsenal, Paris
- 1999 20th Century Architecture: Greece, Deutsches Architekturmuseum, Frankfurt
- 2001 Panoramas Européens, Pavillon d’Arsenal, Paris
- 2006 Biennale di Venezia, 10. Internationale Architektur-Biennale
- 2010 Retrospektive (1966–2009), Benaki-Museum[2]